# Prometheus (Liszt)

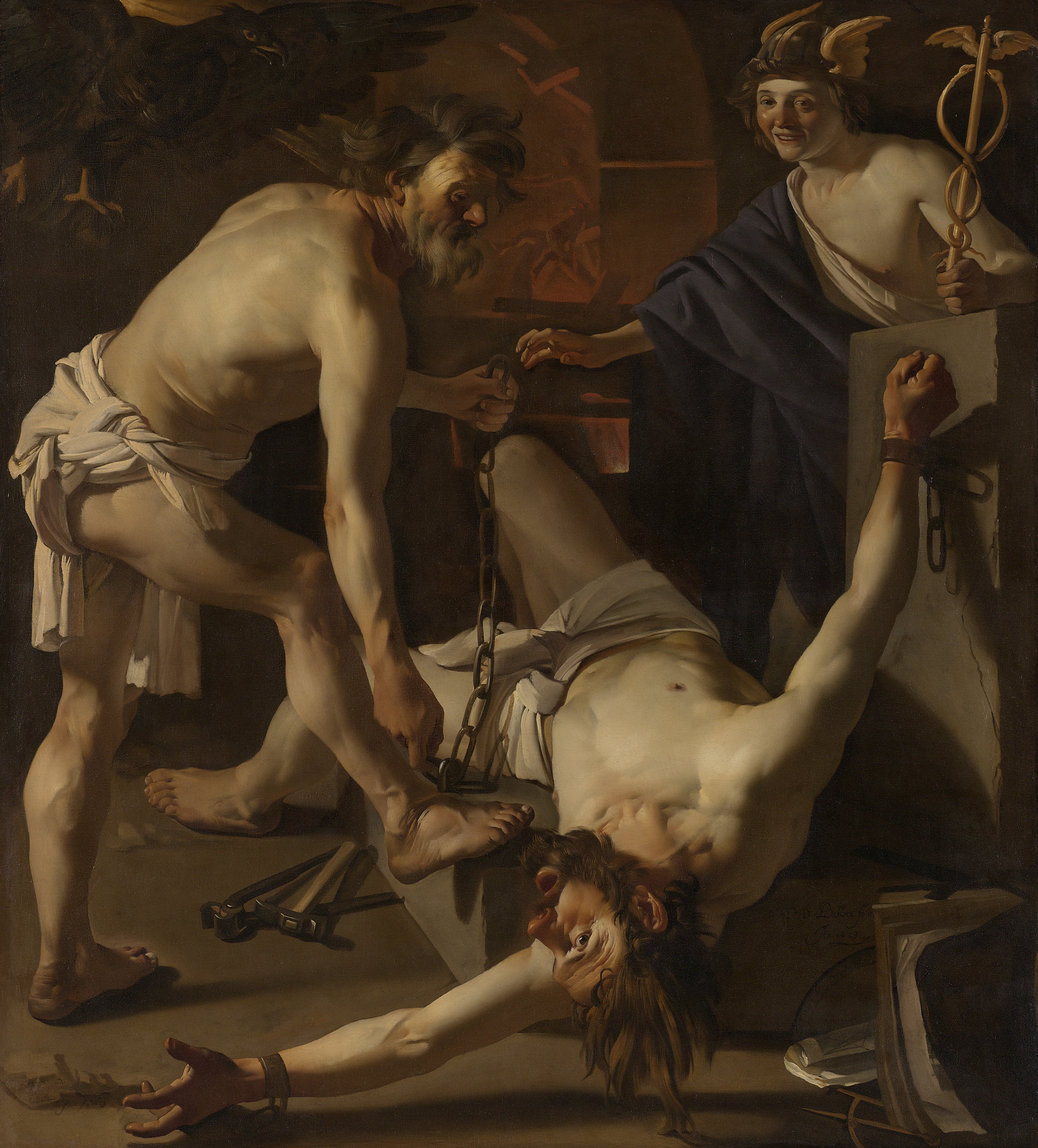
O aprisionamento de Prometeu, por Dirck van Baburen.

Prometheus S.99 (Prometeu) é um dos treze poemas sinfónicos de Franz Liszt, composto em 1850 e revisto em 1855. É o número 5 dos seus poemas sinfónicos, escritos durante o seu período em Weimar. A obra está baseada no mito grego de Prometeu.

## Composição
Em 1850, Franz Liszt compôs uma abertura e oito coros com orquestra de acompanhamento para a obra de Johann Gottfried Herder Der entfesselte Prometheus («Prometeu Libertado»), uma obra mitológica de treze cenas pensada como sequela do Prometeu Agrilhoado de Ésquilo. Foi representada durante o Festival Herder em agosto desse ano en Weimar. Liszt deixou indicações para a orquestração e Joachim Raff valeu-se dessas notas para produzir uma partitura que se usou na primeira representação. Este concerto celebrava a inauguração do monumento a Herder em 24 de agosto desse ano. Em 1855 Liszt reviu tanto a abertura como os coros, dando como resultado a expansão da abertura para um poema sinfónico e os coros para uma obra cénica de concerto. O poema sinfónico foi representado pela primeira vez em 18 de outubro desse ano.

## Descrição
Liszt compôs a obra para ilustrar a prisão, dor, esperança e triunfo final de Prometeu mas resultou ser incompreensível para o público contemporâneo devido às muitas dissonâncias que acompanham a peça. As partes corais terminavam demasiado cedo e eram inutilizáveis, enquanto a abertura adquiriu vida própria graças às múltiplas execuções propositadas e à direcção de Hans von Bülow.
Para a representação dos coros revistos, o crítico de Weimar Richard Pohl condensou a obra de Herder em prólogos para ler  antes de cada coro. Ao contrário do texto alegórico de Herder, os prólogos de Pohl desenvolvem a personagem de Prometeu, enfatizando tanto o seu sofrimento como a sua turbulenta relação com Zeus. Também criaram uma intensidade que não estava presente no drama de Herder, mas que o poema sinfónico comporta, da furiosa abertura (marcada como Allegro energico ed adagio assai) do material musical principal (marcado como Allegro molto appassionato).

## Transcrição
Como muitos outros poemas sinfónicos escritos durante o período do compositor em Weimar, Prometheus também foi transcrito para piano a quatro mãos ou para dois pianos. O organista e compositor Jean Guillou transcreveu esta obra para órgão solista.